# 正当防卫2
《正当防卫2》是一款全開放式遊戲世界的動作遊戲，是《正当防卫》的續作，而故事也是原作之後。此遊戲由瑞典遊戲開發商雪崩工作室負責製作開發遊戲，使用「雪崩2.0」（Avalanche Engine 2.0）引擎開發，支持DirectX10.1。也意味着是不支持Windows XP系統運行遊戲。

## 故事背景
在今作中玩家繼續扮演名为瑞可·羅德里格茲的情報員，故事发生在前作的几年后，正在南美洲享受美丽與阳光沙滩的他，却被他的老拍档Maria Kane打搅了他的休假，她要求主角去Panau岛國，找他自己的良师益友Tom Sheldon，他是情報局前任主管及主角的前輩，原因帶著高機密情報及大量現金身影消失無蹤，也是該事件中最危險的人物，主角決定滲入這島嶼中，並找出他的下落，以及在應島國上，獨裁者Baby Panay肆無忌憚的實行打壓及貪腐的統治手段，使得街頭上幫派火拼場面層出不窮，玩家的目的不但找出Tom Sheldon的下落，還要推翻這个貪腐政府，與政府為敵，並激起人民的反抗心。

## 遊戲特色
《正當防衛》系列是以高自由度與及誇張的動作著稱，二代當然也不例外，今作保留了原作的眾多功能，例如劫車、跳傘等，最大的賣點之一是新增的抓鉤功能，抓鉤非只是行動工具而已，它已經和遊戲的進行徹底整合。

### 鉤將玩法及物理特色
- 抓鉤是今作的新增功能，就是用來鉤東西用的用除，抓鉤將固定安裝在玩家的左手臂上，只要一按開關便會立刻發射，什麼東西都也能抓，玩家不但能用抓鉤攀在建築物上、或掛在樹頭、鉤住山壁、還有各式各樣的物體，協助玩家迅速攀爬穿越障礙物或可用來自由抓取遊戲世界中的各種物體，將它們拉到你的面前，抓鉤的效果會依着物體的重量與物理運動方式而變。特别的是也能用抓鉤強行劫車、飛機、鉤住行駛中的交通工具用作逃走或抓住企圖逃走的目標，把目標或敵人直接扯過來，例如從高處或是經過的車上硬抓下來害他們摔死，如果是交通工具反而會被鉤過去。抓鉤的功能不僅如此，在這遊戲可造出無限的玩法變化，例如玩家可以把抓鉤的兩端分別固定在不同的物件上的玩法，例如把兩個士兵或兩件物件互相綁在一起，以及把士兵或物件綁到建築、樹木上，做出「互相綑綁」的效果。你可以把士兵綁到某個人跟行駛中的跑車鉤在一起，就可以做到車輛拖人的表演，你不但可以自己駕駛車輛做到這拖人效果之外，更可以使用飛機或直升機，把他們綁到飛機上玩空中飛人等。除了可以用人和場境物件的之外，還可用更大的物件如一些交通工具和大型物件的殘骸鉤起來鉤住車輛行走，或吊在直升機下面等。在遊戲場境裡，會提供一些高壓氣瓶，在靜止狀態下不會移動，玩家用手槍將高壓氣瓶射擊一下會把瓶內的氣引燃，它不會立刻爆作，而是引燃後會噴氣燃燒而推進移動某一方向，推進移動到一些時間才會爆作，你可以把高壓氣瓶射擊一下，它會有幾秒時間內未能推進移動，這一刻你可立刻把近着它的物件或人物互相綁在一起，這個高壓氣瓶立刻會帶着與它綁在一起的東西而推進移動，或一起衝上天上，這遊戲也是為抓鉤功能加大了更好的玩樂樂趣。

### 武器
- 玩家可以同時裝備數種不同的武器，使用雙槍的時候，還能雙手分別持用不同的槍械。玩家在遊戲世界上，會收集到各種不同升級用的零件，可以進一步升級武器。

以下是遊戲中的武器所模仿真实中的武器
- Pistol = 实际性能和參数與USP40（.40 S&W）相同，外观则與沙漠之鷹相同
- Submachine gun = FAMAE SAF
- Assault Rifle = M4A1
- Sniper Rifle = 实际性能和參数與SVD狙擊步槍相同，外观则與AK-101突击步枪较之相似
- Revolver = M500
- Machine gun = M249 SAW
- Sawed-off Shotgun = Sawed-off Shotgun
- Shotgun = TOZ-194
- Rocket Lanucher = M136 AT-4
- Bulls Eye Assault Rifle = XM8
- Quad Rocket Launcher = M202 FLASH
- Minigun = M134 Minigun

### 載具
- 超過100種海陸空載具供玩家使用，任務完成後可解鎖一些載具，可在遊戲世界上收集到零件升級載具。

### 遊戲世界
- 在今作Panau島國，地圖達到400平方英里（约1036平方公里）如似大，幾乎可與武裝突襲的遊戲地圖比較大小，當然有不同種的場景，有各式各樣的設施供玩家肆意玩耍、破壞。這遊戲世界裡，例如有山峰、海滩、叢林、沙漠，還有更多種的場景或建築風貌，包括滑雪場和潛水艇基地，悠閒的鄉村和繁華的城市，還有一個空中俱樂部等。特別的是每種地形都有其獨特的氣候系統。

## DLC
- Bull's Eye突擊步槍
- Chevalier經典款
- Rico的簽名槍
- Angency氣墊船
- 怪獸卡車
- 黑市Boom包
- 黑市空中包

## 繪圖
《正当防卫2》是第一款使用雪崩工作室自行開發的下一代遊戲圖形引擎————「雪崩2.0」引擎（Avalanche Engine 2.0）的遊戲，這款大改良設計與編碼並為雪崩工作室所利用來實現所有下一代圖形效果，包括HDR光線效果、SSAO、即時光影效果、改進的頂點處理、貼圖效果以及支援DirectX 10.1等世界級技術。這引擎可製作得游戏玩樂方式无缝混合與多種，例如跳伞、潜水、战斗、游泳、探索，以及大量的屏间爆炸等，還有新物理特效下的抓钩新特性，再更强的AI。在這次能完全地發揮新版引擎的製作，可製作地圖更大而遊戲運行性能更好，今作能製作這地圖達到1000平方公里，在這广大的遊戲世界還可完全能体现以上所新的特性，不论是白雪皑皑的山峰、还是炎热的海滩，茂密的叢林以及荒蕪的沙漠等，在這3D遊戲世界環境中可如似生動。

## 遊戲試玩
2010年3月4日，在美國時間AM 12:00，三個版本同時推出應遊戲的試玩版本，分別由Microsoft Windows的Steam平台、PlayStation 3的PlayStation Network（PSN）以及Xbox 360的Xbox Live Arcade，應試玩版本的文件规模大約有1.6GB容量大小，内有35平方公里的Lautan Lama沙漠可活動，取自遊戲正式版本地圖1000平方公里的一角部分。

## 相關条目
- 正当防卫
- 支持DirectX 10游戏列表

## 外部連結
- Eidos Interactive官方网站 （页面存档备份，存于）
- 正当防卫2官方网站 （页面存档备份，存于）